# La Perera
La Perera es una localidad española de la provincia de Soria, partido judicial de Burgo de Osma, (comunidad autónoma de Castilla y León). Pertenece al municipio de Recuerda.

## Historia
En el censo de 1879, ordenado por el conde de Floridablanca,  figuraba como lugar  del Partido de Caracena en la Intendencia de Soria,  con jurisdicción de señorío y bajo la autoridad del alcalde pedáneo, nombrado por el duque de Uceda. Contaba entonces con 82 habitantes.
A la caída del Antiguo Régimen la localidad se constituye en municipio constitucional, conocido entonces como Perrera,  en la región de Castilla la Vieja que en el censo de 1842 contaba con 28 hogares y 110 vecinos.
A mediados del siglo XX, para posteriormente integrarse en Recuerda, contaba entonces con 37 hogares y 127 habitantes.

## Geografía humana

### Demografía
| Gráfica de evolución demográfica de La Perera entre 1842 y 1960 |
| |
| Población de derecho según los censos de población del INE Población de hecho según los censos de población del INEEn este censo se denominaba Perrera: 1842 Entre el censo de 1970 y el anterior, este municipio desaparece porque se integra en el municipio 42152 (Recuerda) |

En el año 1981 contaba con 50 habitantes, concentrados en el núcleo principal, pasando a 19 en 2009.